# Templo de San Pablo el Nuevo
El templo de San Pablo el Nuevo es un templo católico ubicado en el barrio de la Merced del Centro Histórico de la Ciudad de México, en la alcaldía Cuauhtémoc. Se construyó a finales del siglo XVIII en estilo Neoclásico para funcionar como sede del territorio parroquial de san Pablo. Fue declarado monumento histórico el 9 de febrero de 1931.

## Historia
Tras la conquista de México, la nueva ciudad fue dividida políticamente en tres partes: La traza, que era exclusivamente para españoles y las parcialidades indígenas de Santiago Tlatelolco al norte y San Juan Tenochtitlán, la cual rodeaba la traza y se dividía en 4 barrios que se denominaron San Pablo Zoquipan, Santa María Cuepopan, San Sebastián Atzacoalco y San Juan Moyotla. En la parte central del barrio del antiguo barrio de Zoquipan se construyó  -como en cada uno de los barrios indígenas- una capilla, en este caso bajo la advocación de Pablo de Tarso, cuya construcción fue costeada por el cacique indígena Andrés de Tapia Motelchiuhtzin, quien fungía como titular del ayuntamiento de San Juan Tenochtitlan. La capilla funcionaba como ayuda de la parroquia de San José de los naturales del convento de San Francisco. La fundación de estas capillas se atribuye según la tradición franciscana a Fray Pedro de Gante, aunque también otras fuentes atribuyen su fundación a Hernán Cortés o la Segunda audiencia.
La capilla de san Pablo fue secularizada en 1569 por orden del arzobispo Alonso de Montufar y en 1575 fue cedida por cédula real a los agustinos con el fin de que con las limosnas recolectadas pudieran sostener el Colegio de San Pablo, que fundaron en ese lugar. La parroquia permaneció bajo la administración de la orden hasta 1749, cuando la corona expidió una real cédula anunciando el proyecto de secularizar las doctrinas de indios, sin embargo lograron conservar la parroquia de San Pablo hasta 1767 cuando fue nombrado arzobispo Francisco de Lorenzana, quien llegó con la encomienda de secularizar definitivamente las parroquias que aun estaban en manos de religiosos y nombró al presbítero Juan José Piña y Auñón como párroco de san Pablo, sin embargo los agustinos se negaron a entregar el templo, amparados en un decreto expedido anteriormente por el virrey Agustín de Ahumada, marqués de las Amarillas. Como resultado de este conflicto, los Agustinos cedieron el territorio parroquial, pero conservaron su templo, el cual alegaron pertenecía su colegio. La parroquia tendría sede temporal en la capilla de Nuestra Señora del Tránsito, que estaba bajo el cuidado del gremio de los curtidores y se encontraba en terrenos del Colegio, pero a cambio debían restituir al párroco Piña y Auñón y a su feligresía la mitad del valor del templo de San Pablo para que pudieran edificar en otro lugar la nueva sede parroquial, la resolución suscitó un conflicto con los Agustinos que se prolongó por más de 10 años y concluyó en 1785, cuando por medio de una  real cédula se le ordenó los Agustinos que entregaran la cantidad estipulada, lo cual realizaron 3 años después. Para construir el nuevo templo, el cabildo de la ciudad donó en 1786 la plazuela del Copado, ubicada a espaldas del templo del colegio Agustino, que sería conocido a partir de entonces como el Templo de San Pablo el viejo.
El proyecto del templo fue realizado por el arquitecto José Antonio González Velázquez, el primer director de la Academia de San Carlos. La primera piedra fue colocada el 11 de octubre de 1789 y fue bendecida por el arzobispo Alonso Núñez de Haro y Peralta, sin embargo los avances de la obra se estancaron, por lo que en 1791 se manda realizar un avalúo de la obra con el fin de determinar el costo de la conclusión del templo, el cual fue realizado por el arquitecto González Velázquez, junto con el arquitecto Ortiz de Castro. Debido al encarecimiento del proyecto, se buscó la manera para conseguir recursos y poder continuar con la construcción por lo que la Real Lotería efectuó un sorteo con el fin de recaudar fondos para la terminación del templo, la cual concluyó en marzo de 1799 y fue como conocido san Pablo el nuevo, para diferenciarlo del templo del colegio.

## Descripción del templo
El templo tiene planta de cruz latina, cúpula en el crucero y bóveda de cañón con arcos fajones, al interior destaca la balaustrada del coro, la cual continúa alrededor de toda la nave, así como en el interior de la cúpula. La portada consiste en un arco de medio punto moldurado que descansa sobre jambas lisas, flanqueado por dos columnas con orden jónico. A los costados de la portada aparecen pilastras decoradas con almohadillado horizontal.
- Wikimedia Commons alberga una categoría multimedia sobre Templo de San Pablo el Nuevo.